# Монастир (фільм)
«Монастир» («O Convento») — португальсько-французький кінофільм 1995 року, знятий режисером Мануелем де Олівейрою, з Джоном Малковичем і Катрін Денев у головних ролях.

## Сюжет
Американський професор Майкл Падович та його дружина Хелен приїжджають до португальського жіночого монастиря у пошуках документів, які мають довести його теорію про те, що Вільям Шекспір народився в Іспанії, а не в Англії.

## У ролях
- Джон Малкович: професор Майкл Падович
- Катрін Денев: Елен
- Луїс Мігель Сінтра: Балтар
- Леонор Сілвейра: П'єдаде
- Жуан Бенард да Коста: Балтазар
- Елоїза Міранда: Берта
- Жільберто Гонсалвеш: рибалка

## Знімальна група
- Режисер: Мануел де Олівейра
- Сценаристи: Мануел де Олівейра, Агуштіна Беса-Луїш
- Оператор: Маріу Баррозу
- Художники: Зе Бранку, Ана Важ да Сілва
- Продюсер: Паулу Бранку
- Композитор: Крішна Леві